# Сем Вінчестер
Сем Вінчестер (англ. Sam Winchester) — вигаданий персонаж американського містичного серіалу Надприродне, створеного компанією Warner Brothers.
Сем народився 2 травня 1983 року, в штаті Канзас, США, в сім'ї Джона і Мері Вінчестерів. Сем — друга дитина в сім'ї, він молодший за свого брата Діна на 4 роки. Названий на честь свого діда по материнській лінії Семюеля Кемпбелла. Дін — єдиний, кому дозволено називати його «Семмі». Кроулі ж, навпаки, називає його «лосяра» (ймовірно через його зачіску, велику комплекцію і відсутність відповідного почуття гумору).

## Характеристика

### Особистість
За характером Сем, значною мірою, пішов в батька, такий же цілеспрямований і непоступливий, і через це вони часто сварилися. Також у Сема багато рис від діда по батьковій лінії: високий інтелект і прагнення з'ясовувати всі деталі справи, над якою працює. За це Дін нерідко називав молодшого брата ботаном. Зацікавлений в тому, щоб жити «нормальним» життям. Сем був зовсім маленьким, коли його маму вбили, тому він мало пам'ятає про цей момент свого життя і, отже, менш зацікавлений в полюванні на демонів. Після загибелі коханої Сем не прагнув заводити нові знайомства, ставлячи роботу на перше місце. Сем сильно переживає через свої паранормальні здібності. Він боїться, що може перейти на «бік зла» і тому прагне допомогти стільком людям, скільком зможе, щоб змінити свою долю. На відміну від брата, Сем дуже поважає закон, і будь-яка протизаконна дія викликає у нього протест.

### Зовнішній вигляд
Має зелено-блакитні очі, волосся відтінку, близького до каштанового. У перших сезонах мав досить коротке волосся і широкий чуб, але пізніше більш довге волосся і бакенбарди. Його зріст дорівнює 194 сантиметрам. Через це Кроулі часто називав його «лосем». В образі агента ФБР носить строгий, зазвичай синій костюм. В інший час найчастіше носить картату сорочку, футболку, куртку з безліччю кишень, темні штани і зручні черевики.

## Цікаві факти
- Сем — єдиний персонаж, який з’являється в кожному епізоді серіалу після відсутності Діна в 1 епізоді 14 сезону.
- Сем вміє розмовляти базовою іспанською.
- Схоже, що Сем має спортивне минуле, він був у футбольній команді у 12 років, про що свідчить трофей, який його батько зберігав у своєму складі.
- Бездушний Сем виступив другорядним антагоністом 6 сезону. Також він був схожий на концепцію філософського зомбі, істоти в мисленнєвому експерименті, яка не має душі/розуму/внутрішнього досвіду, але діє як людина.
- Музичні переваги Сема схиляються до хейр-метал 80-х, враховуючи те, що він фанат Бон Джові та Вінса Вінсенте. Це контрастує з класичними уподобаннями Діна та Джона до хард-року та важкого металу. Сем також є шанувальником Махатми Ганді , що не подобається Діну.
- Сем Вінчестер молодше свого брата Діна на 4 роки, Джаред Падалекі молодше Дженсена Еклса теж на 4 роки.
- У Сема коулрофобія (панічний страх перед клоунами).
- У дитинстві Сем на Різдво подарував братові Амулет, який Дін не знімав.
- У Сема імунітет до демонічного вірусу і «талантам» інших паранормальних дітей.
- Дін завжди програє Сему в «Камінь, ножиці, папір», так як завжди вибирає ножиці.
- Першим коханням Сема була Ріо. Також згадувалося, що він повісив її плакат над своїм ліжком.